# Spiel des Jahres

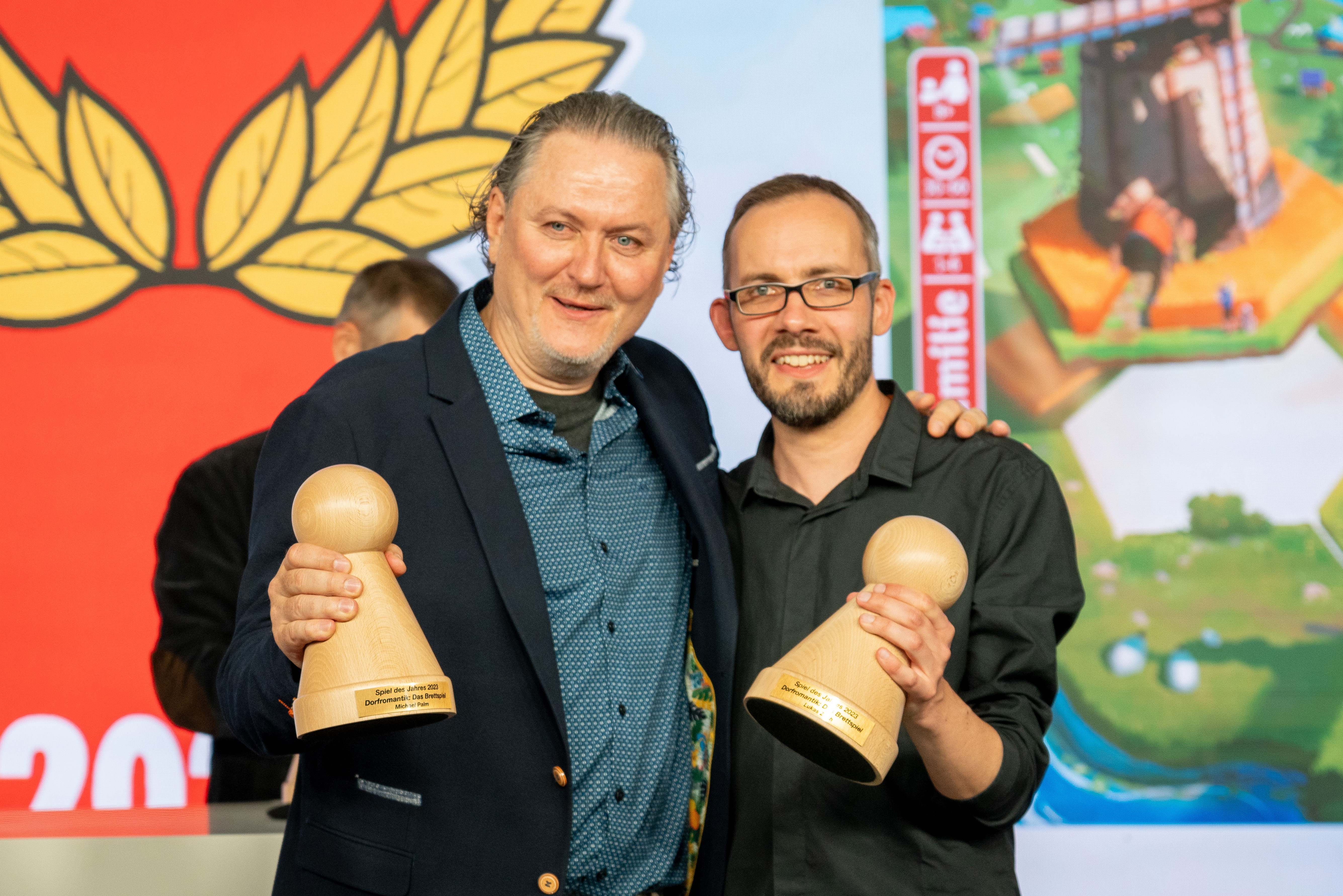
Міхаель Пальм і Лукас Зах, автори гри року 2023 Dorfromantik

Spiel des Jahres (укр. «Гра року») — це нагорода для нових німецькомовних настільних та карткових ігор, яку з 1979 року присуджує спілка Spiel des Jahres e. V. Ця нагорода вважається найпрестижнішою у світі для неелектронних ігор і часто називається «Оскаром для настільних ігор». Найпопулярнішими іграми, що отримали цю нагороду, є Колонізатори та Каркасон, тираж яких налічує мільйони копій. З 2001 року також вручається нагорода Kinderspiel des Jahres за найкращу дитячу гру.  У 2011 році була додана ще одна головна номінація — Kennerspiel des Jahres, що призначена для досвідчених гравців, які шукають складніші та стратегічні ігри.

## Журі
Нагорода присуджується асоціацією Spiel des Jahres e. V., члени якої є критиками ігор для німецькомовних ЗМІ. Наразі 15 членів асоціації мають право голосу та належать до журі Spiel des Jahres і Kennerspiel des Jahres або до журі Kinderspiel des Jahres. Крім того, є троє консультантів асоціації. Нових членів журі обирає на загальних зборах асоціації. Головою асоціації з 2018 року є журналіст Гаральд Шраперс з Дуйсбурга (Spielbox). Місцем заснування асоціації є Нюрнберг, а офіс розташований у Керпені біля Кельна.

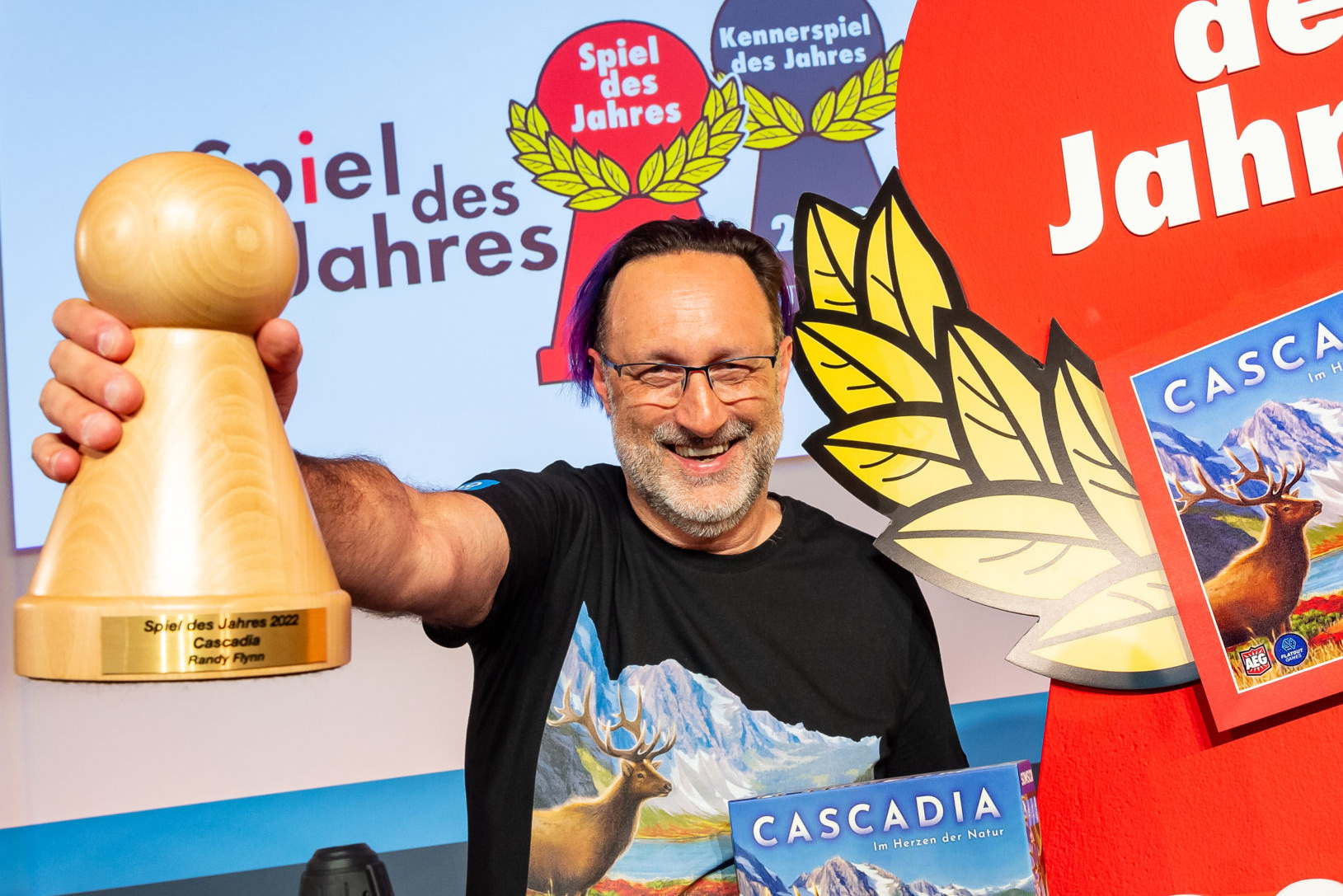
Ренді Флінн, автор гри року 2022 Cascadia

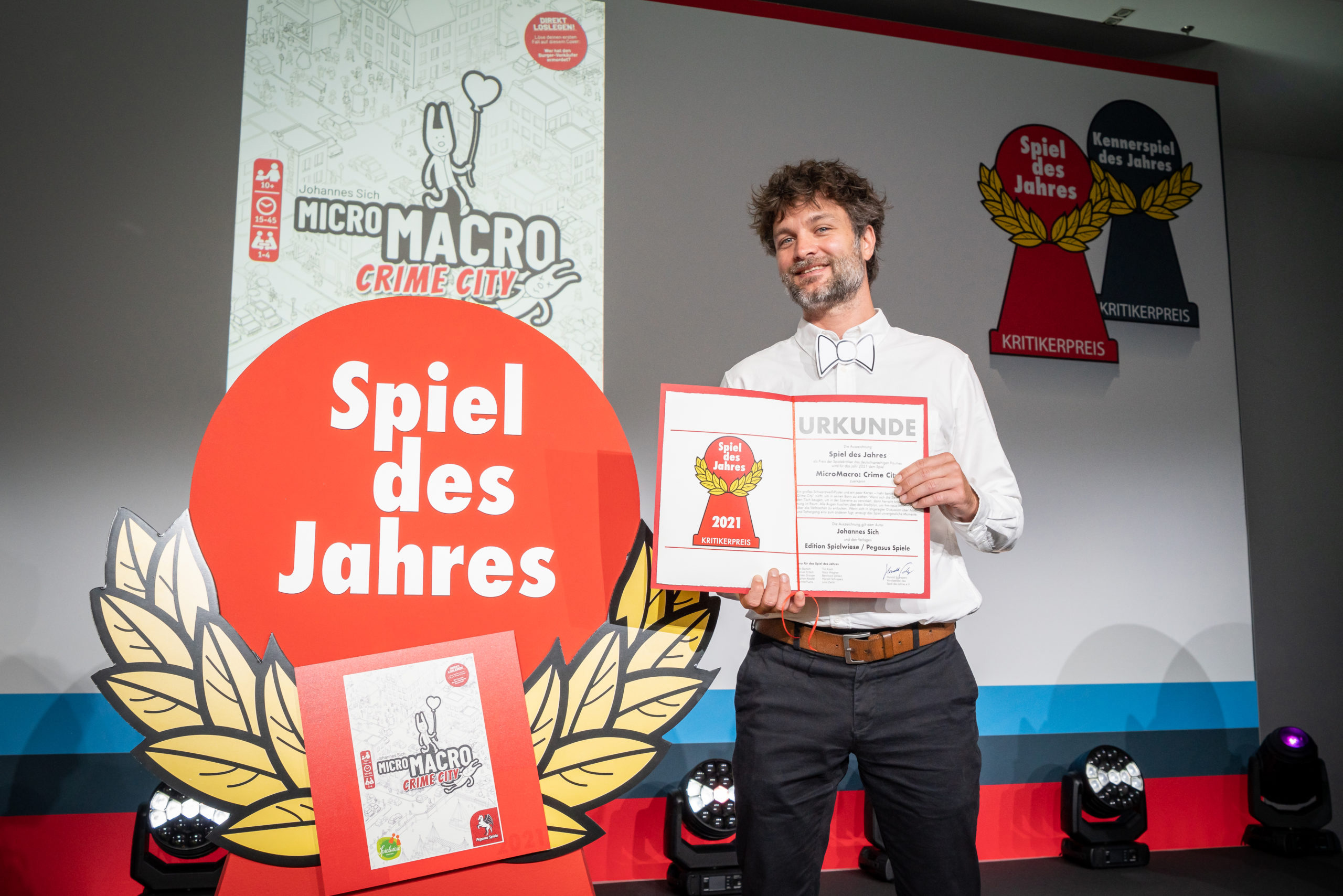
Йоханнес Зіх, автор гри року 2021 MicroMacro

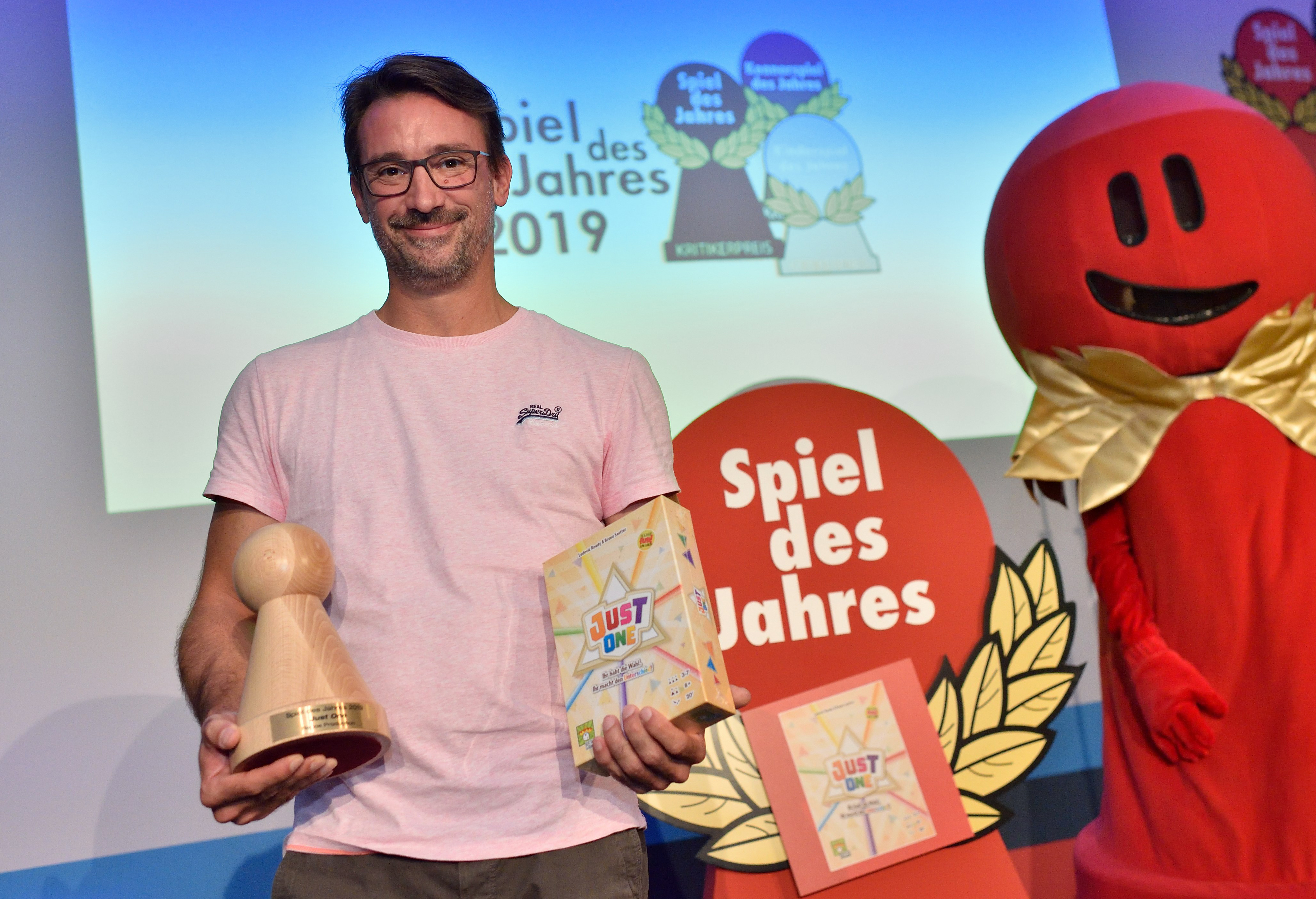
Бруно Соттер, автор гри року 2019 Just One

Історія Spiel des Jahres починається в 1978 році, коли журналіст WDR Юрген Герц разом з іншими критиками ігор ініціював створення асоціації. «Легітимації у перших восьми засновників не було: це був класичний акт самостворення. Потрібно було рік, щоб перетворити ідею на конкретну форму», пише Spielbox. Перше вручення нагороди відбулося в 1979 році за фінансової підтримки Федерального міністерства у справах сім'ї під патронатом міністра Антьє Губер у «Будинку освіти для дорослих» Фолькшохшуле Ессена. Це, за словами британського журналіста Джеймса Волліса, непрямо спричинило створення міжнародної виставки-ярмарки Spiel у Ессені. Спочатку захід був неформальним зібранням, але з часом перетворився на щорічну подію, з 1983 року відому як Німецькі ігрові дні у Фолькшохшуле Ессена, яка стала попередником сучасної Spiel Essen — найбільшої в світі виставки для настільних та карткових ігор.
З 1996 року гра-переможець оголошується в липні кожного року на церемонії нагородження в Берліні, де автор і видавці отримують відзнаку.
У 2001 році асоціація пережила кризу, коли троє членів журі подали у відставку через занепокоєння щодо тісної співпраці між журі та Німецьким ігровим архівом, який очолював один з членів журі. Крім того, були внутрішні розбіжності з приводу напрямку роботи журі. У наступні роки журі пройшло оновлення, яке завершилося обранням Штефана Дукша на посаду голови журі у 2006 році.
Рішення журі мають значний вплив на ринок настільних ігор. За словами Süddeutsche Zeitung, нагорода збільшує продажі гри-переможця більш ніж на 300 000 екземплярів за рік. Це призводить до значного збільшення початкового тиражу гри, іноді в десять разів. Журі має добровільний характер, а доходи асоціації спрямовуються на підтримку публічних заходів і проектів, пов’язаних з популяризацією настільних ігор.

## Порядок голосування

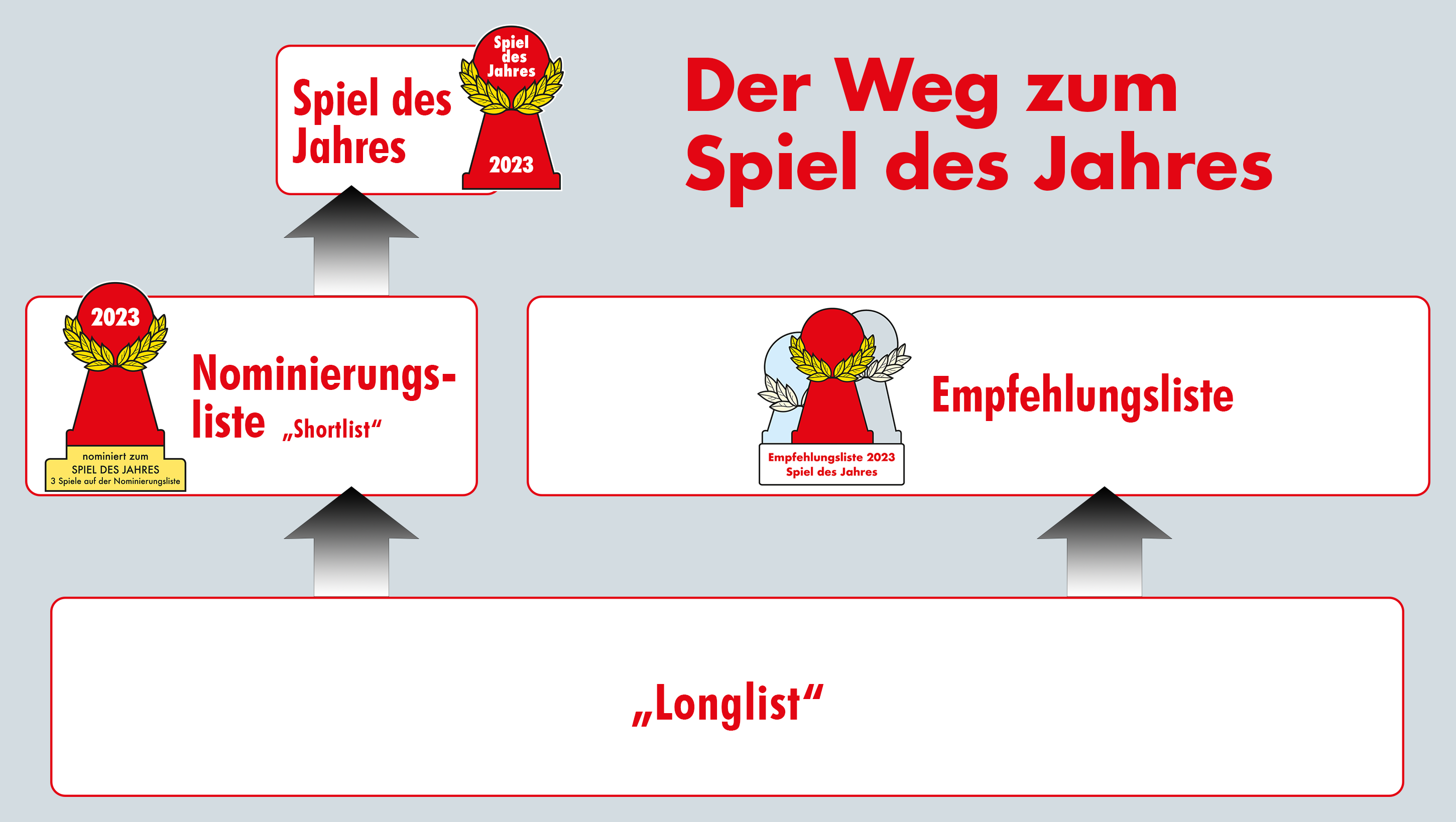
Процес відбору

До 1998 року журі спочатку складало Список номінантів, який включав від п’яти до дванадцяти ігор. З цих ігор вибирали одну як Гру року, а решта номінантів потрапляли до Списку відбору Гри року. З 1999 по 2003 рік спочатку складався Список відбору, а потім три гри номінувалися на головний приз, одна з яких отримувала перемогу. З 2004 року замість Списку відбору створюється Номінаційний список, що включає п’ять ігор для Гри року та Дитячої гри року. З 2011 року є три номіновані ігри на Гру року, Дитячу гру року і Гра року для поціновувачів. Додатково з 2004 року публікуються Рекомендаційні списки.
Нагороджуються ігри, які вийшли в період з квітня попереднього року по березень поточного року. Ігри повинні бути німецькомовними та доступними в роздрібній торгівлі. Основними критеріями оцінки є ідея гри, правила, оформлення та функціональність гри та її матеріалів. «Важливий загальний враження, ігрове відчуття, яке не можна розділити на окремі, вимірювані частини.»
Гру року та Гру року для поціновувачів визначають журі, яке з серпня 2024 року складається з 14 ігрових критиків. Журі Дитячої гри року складається з трьох членів асоціації та чотирьох радників, які працюють в освітніх закладах або як лудотеки.

## Поточні члени журі
- Удо Бартш з 2007 року

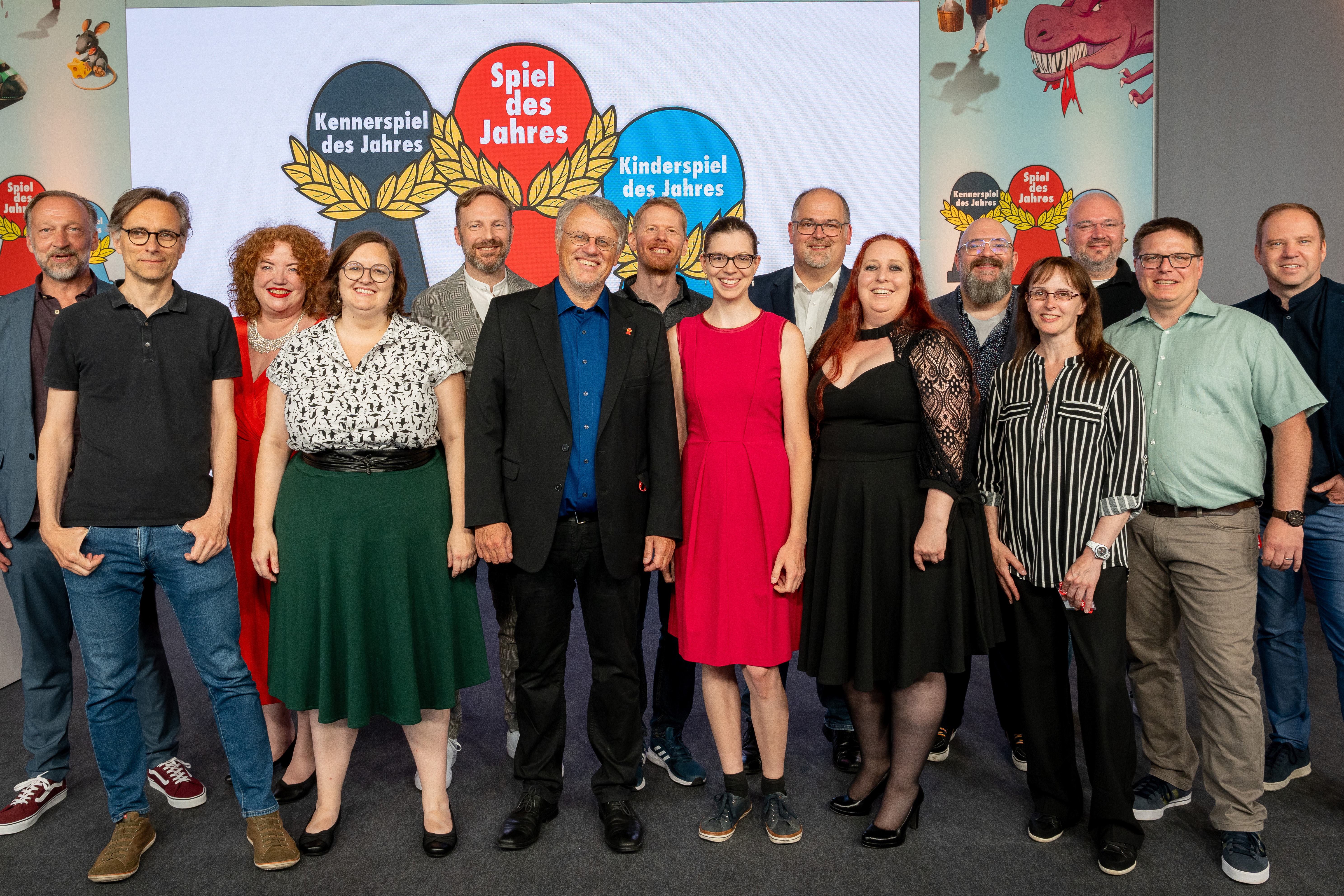
Члени асоціації у 2023 році: Штефан Гольш, Удо Бартш, Марен Гоффман, Джо Франс, Мануель Фрітш, Гаральд Шраперс (голова), Штефан Кесслер, Джулія Церлік, Тім Кох, Мартіна Фукс, Крістоф Шлевінскі (заступник голови), Міхаела Пойньє, Ніко Вагнер, Тобіас Франке, Карстен Гроссер

- Джо Франс з 2021 року (також журі Kinderspiel des Jahres)
- Тобіас Франке з 2023 року
- Мануель Фрітш з 2019 року
- Мартіна Фукс з 2020 року
- Штефан Гольш з 2012 року (журі Kinderspiel des Jahres)
- Карстен Гроссер з 2009 року
- Марен Гоффман з 2022 року
- Штефан Кесслер з 2019 року
- Тім Кох з 2017 року
- Міхаела Пойньє з 2023 року
- Крістоф Шлевінскі з 2016 року (також журі Kinderspiel des Jahres)
- Гаральд Шраперс з 2017 року
- Ніко Вагнер з 2020 року
- Джулія Церлік з 2018 року

До журі Дитячої гри року також входять чотири радники.

## Колишні члени журі (вибірково)
З часом відомі журналісти (спеціалізовані або загальні) були членами журі, серед них:
- Йохен Кортс 1979–2004
- Штефан Дукш 2003–2010 та 2013–2015

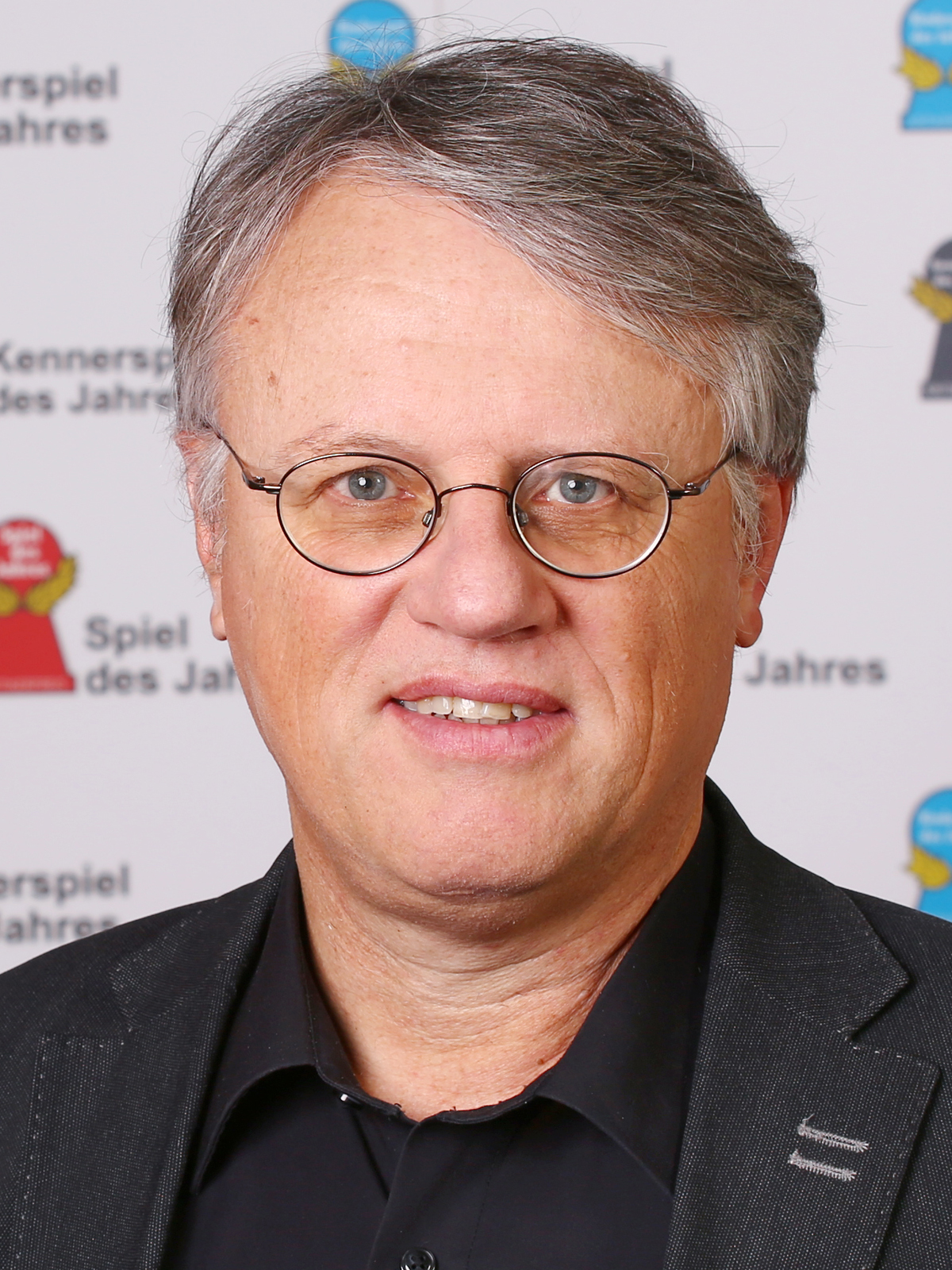
Гаральд Шраперс

- Сінес Ернст 1982–2007
- Том Фелбер 2000–2008 та 2010–2018
- Андреас Гаас 2008–2013
- Дітер Гассельблат 1979–1988
- Віланд Геро 1995–2019
- Юрген Герц 1979–1988
- Дороте Гесс 1989–2008
- Міхаель Кнопф 1997–2001
- Сандра Лембергер 2010–2020
- Бернхард Льолайн 2003–2023
- Біргіт Ньосслер 2004–2013
- Гілберт Обермайр 1979–1980
- Едвін Рушицка 1998–2001
- Бернвард Толе 1979–2004
- Том Вернек 1979–1983 та 1987–2009

## Голови асоціації
- 1979–1994: Бернвард Толе
- 1994–2004: Сінес Ернст
- 2004–2006: Уве Петерсен
- 2006–2008: Штефан Дукш
- 2008–2011: Бернхард Льолайн
- 2011–2018: Том Фелбер
- з 2018: Гаральд Шраперс

## Лауреати

### Гра року за версією критиків
| 1979 • 1980 • 1981 • 1982 • 1983 • 1984 • 1985 • 1986 • 1987 • 1988 • 1989 • 1990 • 1991 • 1992 • 1993 • 1994 • 1995 • 1996 • 1997 • 1998 • 1999 • 2000 • 2001 • 2002 • 2003 • 2004 • 2005 • 2006 • 2007 • 2008 • 2009 • 2010 • 2011 • 2012 • 2013 • 2014 • 2015 • 2016 • 2017 • 2018 • 2019 • 2020 • 2021 • 2022 • 2023 • 2024 • 2025 |

| Рік  | Нагорода   | Гра                                                                  | Автор                                             | Видавництво                                                                                 | Кількість гравців | Вік    |
| ---- | ---------- | -------------------------------------------------------------------- | ------------------------------------------------- | ------------------------------------------------------------------------------------------- | ----------------- | ------ |
| 1979 | Переможець | Hare & Tortoise                                                      | Девід Парлетт                                     | Ravensburger                                                                                | 2–6               | від 10 |
| 1980 | Переможець | Румікуб                                                              | Ефраїм Хертцано                                   | Intelli/Arxon Перевидання в Jumbo                                                           | 2–4               | від 07 |
| 1981 | Переможець | Focus                                                                | Сід Саксон                                        | Parker Перевидання в Kosmos                                                                 | 2–4               | від 10 |
| 1982 | Переможець | Enchanted Forest                                                     | Алекс Рандольф, Міхель Матшосс                    | Ravensburger                                                                                | 2–6               | від 06 |
| 1983 | Переможець | Scotland Yard                                                        | Вернер Шлегель та ін.                             | Ravensburger                                                                                | 2–6               | від 10 |
| 1984 | Переможець | Dampfross                                                            | Девід Воттс                                       | Schmidt Перевидання в Laurin                                                                | 2–6               | від 12 |
| 1985 | Переможець | Шерлок Голмс, детектив-консультант. Убивства на Темзі та інші справи | Ентоні Урубуру                                    | Franckh-Kosmos Перевидання під назвою Sherlock Holmes – Beratender Detektiv в Space Cowboys | 1–6               | від 12 |
| 1986 | Переможець | Heimlich & Co.                                                       | Вольфганг Крамер                                  | Ravensburger Перевидання в Amigo                                                            | 2–6               | від 08 |
| 1987 | Переможець | Auf Achse                                                            | Вольфганг Крамер                                  | F.X. Schmid Перевидання в Ravensburger та Schmidt                                           | 2–6               | від 08 |
| 1988 | Переможець | Barbarossa                                                           | Клаус Тойбер                                      | ASS Перевидання в Catan                                                                     | 3–4               | від 12 |
| 1989 | Переможець | Café International                                                   | Руді Гоффманн                                     | Mattel Перевидання в Amigo                                                                  | 2–4               | від 12 |
| 1990 | Переможець | Hoity Toity                                                          | Клаус Тойбер                                      | F.X. Schmid Перевидання в Alea/Ravensburger                                                 | 2–5               | від 12 |
| 1991 | Переможець | Wacky Wacky West                                                     | Клаус Тойбер                                      | Hans im Glück                                                                               | 2–4               | від 09 |
| 1992 | Переможець | Um Reifenbreite                                                      | Роб Бонтенбал                                     | Jumbo                                                                                       | 2–4               | від 08 |
| 1993 | Переможець | Перудо: Характерник                                                  | Річард Борг                                       | F.X. Schmid Перевидання в Ravensburger                                                      | 2–6               | від 12 |
| 1994 | Переможець | Manhattan                                                            | Андреас Зейфарт                                   | Hans im Glück                                                                               | 2–4               | від 10 |
| 1995 | Переможець | Колонізатори                                                         | Клаус Тойбер                                      | Kosmos                                                                                      | 3–4               | від 10 |
| 1996 | Переможець | El Grande                                                            | Вольфганг Крамер, Ріхард Ульріх                   | Hans im Glück                                                                               | 2–5               | від 12 |
| 1997 | Переможець | Mississippi Queen                                                    | Вернер Годель                                     | Goldsieber                                                                                  | 3–5               | від 10 |
| 1998 | Переможець | Elfenland                                                            | Алан Мун                                          | Amigo                                                                                       | 2–6               | від 10 |
| 1999 | Переможець | Tikal                                                                | Вольфганг Крамер, Міхаель Кіслінг                 | Ravensburger Перевидання в Rio Grande                                                       | 2–4               | від 10 |
| 1999 |            | Giganten                                                             | Вілько Манц                                       | Kosmos                                                                                      | 3–4               | від 10 |
| 1999 |            | Union Pacific                                                        | Алан Мун                                          | Amigo                                                                                       | 2–6               | від 12 |
| 2000 | Переможець | Torres                                                               | Вольфганг Крамер, Міхаель Кіслінг                 | F.X. Schmid Перевидання в Huch!                                                             | 2–4               | від 12 |
| 2000 |            | Carolus Magnus                                                       | Лео Коловіні                                      | Winning Moves                                                                               | 2–4               | від 12 |
| 2000 |            | Цитаделі                                                             | Бруно Файдутті                                    | Hans im Glück                                                                               | 2–7               | від 10 |
| 2001 | Переможець | Каркасон (англ. Carcassonne)                                         | Клаус-Юрген Вреде                                 | Hans im Glück Feelindigo                                                                    | 2–5               | від 08 |
| 2001 |            | Das Amulett                                                          | Алан Мун, Аарон Вайсблюм                          | Goldsieber                                                                                  | 3–6               | від 12 |
| 2001 |            | Zapp Zerapp                                                          | Гайнц Майстер, Клаус Цох                          | Zoch                                                                                        | 2–4               | від 07 |
| 2002 | Переможець | Villa Paletti                                                        | Білл Пейн                                         | Zoch                                                                                        | 2–4               | від 08 |
| 2002 |            | Puerto Rico                                                          | Андреас Зейфарт                                   | Alea/Ravensburger                                                                           | 2–5               | від 12 |
| 2002 |            | Trans America                                                        | Франц-Бенно Делоґ                                 | Winning Moves Перевидання в Ravensburger                                                    | 2–6               | від 08 |
| 2003 | Переможець | Alhambra                                                             | Дірк Генн                                         | Queen Games                                                                                 | 2–6               | від 08 |
| 2003 |            | Clans                                                                | Лео Коловіні                                      | Winning Moves                                                                               | 2–4               | від 10 |
| 2003 |            | Die Dracheninsel                                                     | Том Шопс                                          | Amigo                                                                                       | 3–5               | від 10 |
| 2004 | Переможець | Ticket to Ride                                                       | Алан Мун                                          | Days of Wonder, Lord of Boards                                                              | 2–5               | від 08 |
| 2004 |            | Dawn Under                                                           | Норберт Пройна                                    | Zoch Перевидання під назвою Dawn under в Topp/Lifestyle Boardgames                          | 2–4               | від 06 |
| 2004 |            | Ingenious                                                            | Райнер Кніціа                                     | Kosmos                                                                                      | 1–4               | від 10 |
| 2004 |            | Раджа                                                                | Вольфганг Крамер, Міхаель Кіслінг                 | Phalanx                                                                                     | 2–5               | від 10 |
| 2004 |            | Saint Petersburg                                                     | Міхаель Туммельгофер                              | Hans im Glück                                                                               | 2–4               | від 10 |
| 2005 | Переможець | Niagara                                                              | Томас Лієшінг                                     | Zoch                                                                                        | 3–5               | від 08 |
| 2005 |            | Himalaya                                                             | Режіс Бонессе                                     | Tilsit                                                                                      | 3–4               | від 12 |
| 2005 |            | Навколо світу за 80 днів                                             | Міхаель Рієк                                      | Kosmos                                                                                      | 2–6               | від 12 |
| 2005 |            | Jambo                                                                | Рюдігер Дорн                                      | Kosmos                                                                                      | 2                 | від 12 |
| 2005 |            | Verflixxt!                                                           | Вольфганг Крамер, Міхаель Кіслінг                 | Ravensburger Перевидання в Amigo                                                            | 2–6               | від 08 |
| 2006 | Переможець | Thurn und Taxis                                                      | Андреас Зейфарт, Карен Зейфарт                    | Hans im Glück                                                                               | 2–4               | від 10 |
| 2006 |            | Aqua Romana                                                          | Мартін Шлегель                                    | Queen Games                                                                                 | 2–4               | від 08 |
| 2006 |            | Blue Moon City                                                       | Райнер Кніціа                                     | Kosmos                                                                                      | 2–4               | від 10 |
| 2006 |            | Just 4 Fun                                                           | Юрген П. К. Грунау                                | Kosmos                                                                                      | 2–4               | від 10 |
| 2006 |            | Seeräuber                                                            | Штефан Дорра                                      | Queen Games                                                                                 | 3–5               | від 08 |
| 2007 | Переможець | Zooloretto                                                           | Міхаель Шахт                                      | Abacus                                                                                      | 3–5               | від 08 |
| 2007 |            | Die Baumeister von Arkadia                                           | Рюдігер Дорн                                      | Ravensburger                                                                                | 2–4               | від 10 |
| 2007 |            | Der Dieb von Bagdad                                                  | Торстен Гіммлер                                   | Queen Games                                                                                 | 2–4               | від 08 |
| 2007 |            | Jenseits von Theben                                                  | Петер Принц                                       | Queen Games                                                                                 | 2–4               | від 08 |
| 2007 |            | Yspahan                                                              | Себастьєн Пошон                                   | Ystari/Huch & Friends                                                                       | 2–4               | від 08 |
| 2008 | Переможець | Keltis                                                               | Райнер Кніціа                                     | Kosmos                                                                                      | 2–4               | від 10 |
| 2008 |            | Blox                                                                 | Вольфганг Крамер, Юрген П. К. Грунау, Ганс Раґґан | Ravensburger                                                                                | 2–4               | від 10 |
| 2008 |            | Stone Age                                                            | Міхаель Туммельгофер                              | Hans im Glück                                                                               | 2–4               | від 10 |
| 2008 |            | Сулейка                                                              | Домінік Ергард                                    | Zoch                                                                                        | 2–4               | від 08 |
| 2008 |            | Wie verhext                                                          | Андреас Пелікан                                   | Alea/Ravensburger                                                                           | 3–5               | від 09 |
| 2009 | Переможець | Домініон                                                             | Дональд X. Ваккаріно                              | Hans im Glück Перевидання в Rio Grande                                                      | 2–4               | від 08 |
| 2009 |            | Fauna                                                                | Фрідеман Фрізе                                    | Huch & Friends                                                                              | 2–6               | від 10 |
| 2009 |            | Finca                                                                | Ральф цур Лінде, Вольфґанґ Сенткер                | Hans im Glück                                                                               | 2–4               | від 08 |
| 2009 |            | Fits                                                                 | Райнер Кніціа                                     | Ravensburger                                                                                | 1–4               | від 08 |
| 2009 |            | Пандемія                                                             | Метт Лікок                                        | Pegasus Spiele Перевидання під назвою Pandemic в Z-Man                                      | 2–4               | від 12 |
| 2010 | Переможець | Dixit                                                                | Жан-Луї Рубіра                                    | Libellud, Ігромаг                                                                           | 3–6               | від 08 |
| 2010 |            | Identik (Duplik)                                                     | Вільям П. Джейкобсон, Аманда А. Кохаут            | Asmodée                                                                                     | 3–6               | від 08 |
| 2010 |            | A la carte                                                           | Карл-Гайнц Шміель                                 | Moskito/Heidelberger Spieleverlag                                                           | 3–4               | від 08 |
| 2010 |            | Im Wandel der Zeiten – Das Würfelspiel – Bronzezeit                  | Метт Лікок                                        | Pegasus Spiele                                                                              | 1–4               | від 08 |
| 2010 |            | Fresco                                                               | Марко Русковскі, Марсель Зюссельбек               | Queen Games                                                                                 | 2–4               | від 10 |
| 2011 | Переможець | Qwirkle                                                              | Сьюзан Маккінлі Росс                              | Schmidt                                                                                     | 2–4               | від 08 |
| 2011 |            | Asara                                                                | Вольфганг Крамер, Міхаель Кіслінг                 | Ravensburger                                                                                | 2–4               | від 09 |
| 2011 |            | Die verbotene Insel                                                  | Метт Лікок                                        | Schmidt                                                                                     | 2–4               | від 10 |
| 2012 | Переможець | Kingdom Builder                                                      | Дональд X. Ваккаріно                              | Queen Games                                                                                 | 2–4               | від 08 |
| 2012 |            | Eselsbrücke                                                          | Штефан Дорра, Ральф цур Лінде                     | Schmidt                                                                                     | 3–12              | від 08 |
| 2012 |            | Vegas                                                                | Рюдігер Дорн                                      | Alea/Ravensburger Перевидання під назвою Las Vegas                                          | 2–5               | від 08 |
| 2013 | Переможець | Ханабі                                                               | Антуан Боза                                       | Abacusspiele Games7Days                                                                     | 2–5               | від 08 |
| 2013 |            | Qwixx                                                                | Штефан Бендорф                                    | Nürnberger-Spielkarten-Verlag                                                               | 2–5               | від 08 |
| 2013 |            | Augustus                                                             | Паоло Морі                                        | Hurrican Перевидання під назвою Via Magica                                                  | 2–6               | від 08 |
| 2014 | Переможець | Camel Up                                                             | Штефан Боґен                                      | Eggertspiele Перевидання в Pretzel Games                                                    | 2–8               | від 08 |
| 2014 |            | Концепт                                                              | Гаетан Божанно, Ален Ріволет                      | Repos Production, Rozum                                                                     | 4–16              | від 10 |
| 2014 |            | Розкіш                                                               | Марк Андре                                        | Space Cowboys, Бельвіль                                                                     | 2–4               | від 10 |
| 2015 | Переможець | Кольт Експрес                                                        | Крістоф Рембо                                     | Ludonaute Lord of Boards                                                                    | 2–6               | від 10 |
| 2015 |            | Мачі Коро                                                            | Масао Суґанума                                    | Kosmos                                                                                      | 2–4               | від 08 |
| 2015 |            | The Game                                                             | Штефан Бендорф                                    | Nürnberger-Spielkarten-Verlag                                                               | 1–5               | від 08 |
| 2016 | Переможець | Кодові імена (англ. Codenames)                                       | Влада Хватіл                                      | Czech Games Edition Feelindigo                                                              | 2–8               | від 10 |
| 2016 |            | Імхотеп                                                              | Філ Вокер-Гардінг                                 | Kosmos                                                                                      | 2–4               | від 10 |
| 2016 |            | Каруба                                                               | Рюдігер Дорн                                      | Haba                                                                                        | 2–4               | від 08 |
| 2017 | Переможець | Доміношне королівство (англ. Kingdomino)                             | Бруно Катала                                      | Blue Orange Games Feelindigo                                                                | 2–4               | від 08 |
| 2017 |            | Magic Maze                                                           | Каспер Лапп                                       | Pegasus Spiele/Sit down                                                                     | 2–8               | від 08 |
| 2017 |            | Перегони до Ельдорадо                                                | Райнер Кніціа                                     | Ravensburger                                                                                | 2–4               | від 10 |
| 2018 | Переможець | Azul                                                                 | Міхаель Кіслінг                                   | Next Move Games/Plan B Games Бельвіль                                                       | 2–4               | від 08 |
| 2018 |            | Luxor                                                                | Рюдігер Дорн                                      | Queen Games                                                                                 | 2–8               | від 08 |
| 2018 |            | The Mind                                                             | Вольфганг Варш                                    | Nürnberger-Spielkarten-Verlag                                                               | 2–4               | від 08 |
| 2019 | Переможець | Одним словом (англ. Just One)                                        | Людовік Руді, Бруно Соттер                        | Repos Production Geekach Games                                                              | 3–7               | від 08 |
| 2019 |            | L.L.A.M.A.                                                           | Райнер Кніціа                                     | Amigo                                                                                       | 2–6               | від 08 |
| 2019 |            | Werewords                                                            | Тед Альспах                                       | Bézier Games                                                                                | 4–10              | від 10 |
| 2020 | Переможець | Ілюстрації                                                           | Даніела Штьор, Крістіан Штьор                     | PD-Verlag Fun Games Shop                                                                    | 3–5               | від 08 |
| 2020 |            | My City                                                              | Райнер Кніціа                                     | Kosmos                                                                                      | 2–4               | від 10 |
| 2020 |            | Місяць-молодик                                                       | Уве Розенберг, Корне ван Мурсель                  | Edition Spielwiese/Pegasus Spiele, Games7Days                                               | 1–4               | від 08 |
| 2021 | Переможець | МікроМакро: Вбивче місто                                             | Йоганнес Січ                                      | Edition Spielwiese Нова Ера                                                                 | 1–4               | від 10 |
| 2021 |            | The Adventures of Robin Hood                                         | Міхаель Менцель                                   | Kosmos                                                                                      | 2–4               | від 10 |
| 2021 |            | Підлітки проти зомбі                                                 | Аннік Лобе                                        | Scorpion Masqué, Geekach Games                                                              | 2–4               | від 08 |
| 2022 | Переможець | Каскадія (англ. Cascadia)                                            | Ренді Флінн                                       | / Flatout Games Lord of Boards                                                              | 1–4               | від 10 |
| 2022 |            | Scout                                                                | Кей Кадзіно                                       | Oink Games                                                                                  | 3–5               | від 09 |
| 2022 |            | ТОП 10 (англ. Top Ten)                                               | Орелієн Піколе                                    | Cocktail Games, Ігромаг                                                                     | 4–9               | від 12 |
| 2023 | Переможець | Dorfromantik                                                         | Лукас Зак, Міхаель Пальм                          | Pegasus Spiele Ігрова майстерня                                                             | 1–6               | від 08 |
| 2023 |            | Цікаві факти                                                         | Каспер Лапп                                       | Repos Production, Lord of Boards                                                            | 4–8               | від 08 |
| 2023 |            | Наступна станція Лондон                                              | Меттью Данстан                                    | HCM Kinzel, Feelindigo                                                                      | 1–4               | від 8  |
| 2024 | Переможець | Пілоти (англ. Sky Team)                                              | Люк Ремон                                         | Scorpion Masqué Geekach Games                                                               | 2                 | від 10 |
| 2024 |            | Captain Flip                                                         | Паоло Морі, Ремо Конзадорі                        | PlayPunk                                                                                    | 2–5               | від 08 |
| 2024 |            | Слідами Дарвіна                                                      | Ґреґорі Ґрар, Матьє Вердьє                        | Sorry We Are French, Feelindigo                                                             | 2–5               | від 08 |
| 2025 | Переможець | Bomb Busters                                                         | Хісасі Хаясі                                      | Pegasus Spiele                                                                              | 2–5               | від010 |
| 2025 |            | Flip 7                                                               | Ерік Ольсен                                       | Kosmos/The Op Games                                                                         | 3–18              | від 8  |
| 2025 |            | Krakel Orakel                                                        | 7 Bazis                                           | Frechverlag                                                                                 | 2–8               | від 8  |

### Kennerspiel des Jahres (для досвідчених гравців)
З 2011 року також вручається нагорода нім. Kennerspiel des Jahres і публікується список номінантів. «На додаток до аудиторії Spiel des Jahres, що складається з менш досвідчених гравців, зараз існує також все більша група людей, які виросли зі Spiel des Jahres і стали більш інтенсивно залучатися до ігрового хобі завдяки переможцям премії, але які все ще хочуть спиратися на орієнтацію та надійність бренду Spiel des Jahres», пояснює Удо Бартш присудження цієї нагороди.
| Рік  | Нагорода            | Гра                                        | Автор                                                       | Видавництво                                               | Кількість гравців | Вік    |
| ---- | ------------------- | ------------------------------------------ | ----------------------------------------------------------- | --------------------------------------------------------- | ----------------- | ------ |
| 2011 | Переможець          | 7 Wonders                                  | Антуан Боза                                                 | Repos Production                                          | 2–7               | від 10 |
| 2011 | Номінація           | Strasbourg                                 | Штефан Фельд                                                | Pegasus Spiele                                            | 3–5               | від 12 |
| 2011 | Номінація           | Lancaster                                  | Маттіас Крамер                                              | Queen Games                                               | 2–5               | від 10 |
| 2012 | Переможець          | Village                                    | Інка та Маркус Бранд                                        | Eggertspiele/Pegasus Spiele                               | 2–4               | від 12 |
| 2012 | Номінація           | K2                                         | Адам Калуза                                                 | Rebel.pl/Heidelberger Spieleverlag                        | 1–5               | від 10 |
| 2012 | Номінація           | Targi                                      | Андреас Штайгер                                             | Kosmos                                                    | 2                 | від 12 |
| 2012 | Рекомендація        | Freitag                                    | Фрідеманн Фрізе                                             | 2F-Spiele                                                 | 1                 | від 10 |
| 2012 | Рекомендація        | Hawaii                                     | Грегорі Дейґл                                               | Hans im Glück                                             | 2–5               | від 10 |
| 2012 | Рекомендація        | Ora et Labora                              | Уве Розенберг                                               | Lookout Games                                             | 1–4               | від 12 |
| 2013 | Переможець          | Legends of Andor                           | Міхаель Менцель                                             | Kosmos                                                    | 2–4               | від 10 |
| 2013 | Номінація           | Палаци Каррари                             | Вольфганг Крамер, Міхаель Кізлінґ                           | Hans im Glück                                             | 2–4               | від 10 |
| 2013 | Номінація           | Брюгге                                     | Штефан Фельд                                                | Hans im Glück                                             | 2–4               | від 10 |
| 2013 | Рекомендація        | Terra Mystica                              | Гельґе Остертаґ, Єнс Дреґемюллер                            | Feuerland Spiele                                          | 2–5               | від 12 |
| 2013 | Рекомендація        | Tzolk'in: Календар Майя                    | Даніеле Ташіні, Сімоне Лучіані                              | Czech Games Edition (CGE)                                 | 2–4               | від 13 |
| 2014 | Переможець          | Istanbul                                   | Рюдігер Дорн                                                | Pegasus Spiele                                            | 2–5               | від 10 |
| 2014 | Номінація           | Concordia                                  | Вальтер Гердтс                                              | PD-Verlag/Heidelberger Spieleverlag                       | 2–5               | від 12 |
| 2014 | Номінація           | Rokoko                                     | Маттіас Крамер, Луїс Мальц, Штефан Мальц                    | Eggertspiele/Pegasus Spiele                               | 2–5               | від 12 |
| 2014 | Рекомендація        | Amerigo                                    | Штефан Фельд                                                | Queen Games                                               | 2–4               | від 10 |
| 2014 | Рекомендація        | Blood Bound                                | Калле Кренцер                                               | Fantasy Flight/Heidelberger Spieleverlag                  | 6–12              | від 14 |
| 2014 | Рекомендація        | Guildhall                                  | Хоуп С. Хванг                                               | AEG/Pegasus Spiele                                        | 2–4               | від 10 |
| 2014 | Рекомендація        | Russian Railroads                          | Гельмут Олі, Леонгард Орґлер                                | Hans im Glück                                             | 2–4               | від 12 |
| 2015 | Переможець          | Broom Service                              | Андреас Пелікан, Александер Пфістер                         | Alea/Ravensburger                                         | 2–5               | від 10 |
| 2015 | Номінація           | Elysium                                    | Бретт Дж. Ґілберт, Метью Данстан                            | Space Cowboys                                             | 2–4               | від 14 |
| 2015 | Номінація           | Orléans                                    | Райнер Штокгаузен                                           | dlp games                                                 | 2–4               | від 12 |
| 2015 | Рекомендація        | The Voyages of Marco Polo                  | Даніеле Ташіні, Сімоне Лучіані                              | Hans im Glück                                             | 2–4               | від 12 |
| 2015 | Рекомендація        | Arler Erde                                 | Уве Розенберг                                               | Feuerland Spiele                                          | 1–2               | від 14 |
| 2015 | Рекомендація        | Deus                                       | Себастьян Дюжарден                                          | Pearl Games                                               | 2–4               | від 14 |
| 2016 | Переможець          | Isle of Skye: From Chieftain to King       | Александер Пфістер, Андреас Пелікан                         | Lookout Games                                             | 2–5               | від 8  |
| 2016 | Номінація           | Pandemic Legacy – Сезон 1                  | Метт Лікок, Роб Давіо                                       | Z-Man Games                                               | 2–4               | від 14 |
| 2016 | Номінація           | T.I.M.E Stories                            | Мануель Розуа                                               | Space Cowboys                                             | 2–4               | від 12 |
| 2016 | Рекомендація        | 7 Wonders: Duel                            | Антуан Боза, Бруно Катала                                   | Repos Production                                          | 2                 | від 10 |
| 2016 | Рекомендація        | Blood Rage                                 | Ерік М. Ленґ                                                | Cool Mini or Not/Guillotine Games/McVey                   | 2–4               | від 14 |
| 2016 | Рекомендація        | Mombasa                                    | Александер Пфістер                                          | Eggertspiele/Pegasus Spiele                               | 2–4               | від 12 |
| 2017 | Переможець          | Exit: The Game                             | Інка та Маркус Бранд                                        | Kosmos                                                    | 1–6               | від 12 |
| 2017 | Номінація           | Вікінги Північного Моря                    | Шем Філліпс                                                 | Schwerkraft-Verlag                                        | 2–4               | від 14 |
| 2017 | Номінація           | Тераформування Марса                       | Якоб Фрікселіус                                             | Schwerkraft-Verlag, Kilogames                             | 1–5               | від 12 |
| 2017 | Рекомендація        | Капітан Сонар                              | Роберто Фрага, Йоан Лемон'є                                 | Pegasus Spiele                                            | 4–8               | від 10 |
| 2017 | Рекомендація        | The Big Book of Madness                    | Максим Рамбур                                               | Iello/Heidelberger Spieleverlag                           | 2–5               | від 12 |
| 2017 | Рекомендація        | Great Western Trail                        | Александер Пфістер                                          | Eggertspiele/Pegasus Spiele                               | 2–4               | від 12 |
| 2018 | Переможець          | Пройдисвіти Кведлінбурга                   | Вольфганг Варш                                              | Schmidt Spiele, YellowBox                                 | 2–4               | від 10 |
| 2018 | Номінація           | Ganz schön clever                          | Вольфганг Варш                                              | Schmidt Spiele                                            | 1–4               | від 10 |
| 2018 | Номінація           | Heaven & Ale                               | Міхаель Кізлінґ, Андреас Шмідт                              | Eggertspiele/Pegasus Spiele                               | 2–4               | від 12 |
| 2018 | Рекомендація        | Clank!: A Deck-Building Adventure          | Пол Деннен                                                  | Schwerkraft-Verlag                                        | 2–4               | від 12 |
| 2018 | Рекомендація        | Pioneers                                   | Емануеле Орнелла                                            | Queen Games                                               | 2–4               | від 8  |
| 2018 | Спеціальна нагорода | Pandemic Legacy – Сезон 2                  | Метт Лікок, Роб Давіо                                       | Z-Man Games                                               | 2–4               | від 14 |
| 2019 | Переможець          | Крила                                      | Елізабет Гарґрейв                                           | Stonemaier Games, Ігромаг                                 | 1–5               | від 10 |
| 2019 | Номінація           | Carpe Diem                                 | Штефан Фельд                                                | Alea/Ravensburger                                         | 2–4               | від 12 |
| 2019 | Номінація           | Detective                                  | Ігнасі Тшевичек, Пшемислав Раймер, Якуб Ляпот               | Portal Games/Pegasus Spiele                               | 1–5               | від 16 |
| 2019 | Рекомендація        | Architekten des Westfrankenreichs          | Шем Філліпс, Сем Макдональд                                 | Schwerkraft-Verlag                                        | 1–5               | від 12 |
| 2019 | Рекомендація        | Das tiefe Land                             | Клаудія Партенгаймер, Ральф Партенгаймер                    | Feuerland Spiele                                          | 2–4               | від 12 |
| 2019 | Рекомендація        | Newton                                     | Сімоне Лучіані, Несторе Мангоне                             | Cranio Creations                                          | 1–4               | від 14 |
| 2019 | Рекомендація        | Paper Tales                                | Масато Уесуґі                                               | Frosted Games/Pegasus Spiele                              | 2–5               | від 10 |
| 2020 | Переможець          | Екіпаж: Пошуки дев'ятої планети            | Томас Сінг                                                  | Kosmos Spiele, Geekach Games                              | 3–5               | від 10 |
| 2020 | Номінація           | Картографи                                 | Джорді Адан                                                 | Pegasus Spiele, Ігромаг                                   | 1–8               | від 10 |
| 2020 | Номінація           | The King's Dilemma                         | Лоренцо Сільва, Х'ялмар Гак, Карло Буреллі                  | Horrible Guild/HeidelBÄR Games                            | 4–5               | від 14 |
| 2020 | Рекомендація        | Paladine des Westfrankenreichs             | Шем Філліпс, Сем Макдональд                                 | Schwerkraft-Verlag                                        | 1–4               | від 14 |
| 2020 | Рекомендація        | Res Arcana                                 | Том Леманн                                                  | Sand Castle Games                                         | 2–4               | від 10 |
| 2020 | Рекомендація        | Underwater Cities                          | Владімір Сухі                                               | Delicious Games                                           | 1–4               | від 14 |
| 2021 | Переможець          | Палео                                      | Петер Рустемайєр                                            | Hans im Glück, Feelindigo                                 | 2–4               | від 10 |
| 2021 | Номінація           | Загублені Руїни Арнаку                     | Міхала Штахова, Міхал Штах                                  | Czech Games Edition (CGE)/HeidelBÄR Games, Lord of Boards | 1–4               | від 12 |
| 2021 | Номінація           | Фантастичні королівства                    | Брюс Гласско                                                | Strohmann Games                                           | 2–5               | від 10 |
| 2021 | Рекомендація        | Aeon's End                                 | Кевін Райлі                                                 | Indie Boards & Cards/Frosted Games/Pegasus Spiele         | 1–4               | від 14 |
| 2021 | Рекомендація        | Riftforce                                  | Карло Бортоліні                                             | 1 More Time Games                                         | 2                 | від 10 |
| 2021 | Рекомендація        | Темна гавань. Щелепи лева                  | Айзек Чілдрес                                               | Cephalofair Games/Feuerland Spiele                        | 1–4               | від 14 |
| 2021 | Рекомендація        | Wasserkraft                                | Томмазо Баттіста, Сімоне Лучіані                            | Cranio Creations/Feuerland Spiele                         | 1–4               | від 14 |
| 2022 | Переможець          | Живий ліс                                  | Аске Крістіансен                                            | Pegasus Spiele, Games7Days                                | 2–4               | від 10 |
| 2022 | Номінація           | Cryptid                                    | Гал Дункан, Рут Віверс                                      | Osprey Games/Skellig Games                                | 3–5               | від 12 |
| 2022 | Номінація           | Dune: Імперіум                             | Пол Деннен                                                  | Dire Wolf, Geekach Games                                  | 3–4               | від 13 |
| 2022 | Рекомендація        | Новий ковчег                               | Матіас Вігге                                                | Feuerland Spiele, IGAMES                                  | 1–4               | від 14 |
| 2022 | Рекомендація        | Khôra                                      | Head Quarter Simulation Game Club                           | Iello                                                     | 2–4               | від 12 |
| 2022 | Рекомендація        | Witchstone                                 | Мартіно К'як'єра, Райнер Кніціа                             | R&R/Huch                                                  | 2–4               | від 12 |
| 2023 | Переможець          | Challengers!                               | Йоганнес Креннер, Маркус Славічек                           | 1 More Time Games/Z-Man Games, Lord of Boards             | 1–8               | від 10 |
| 2023 | Номінація           | Iki                                        | Кота Ямада                                                  | Giant Roc/Sorry We Are French                             | 2–4               | від 14 |
| 2023 | Номінація           | Невідома планета                           | Райан Ламберт, Адам Реберг                                  | Strohmann Games/Adam’s Apple Games, Geekach Games         | 1–6               | від 10 |
| 2023 | Рекомендація        | Council of Shadows                         | Мартін Калленборн, Йохен Шерер                              | Alea                                                      | 1–4               | від 14 |
| 2023 | Рекомендація        | Mindbug                                    | Крістіан Кудахль, Марвін Хеген, Річард Гарфілд, Скафф Еліас | Nerdlab                                                   | 2                 | від 8  |
| 2024 | Переможець          | Daybreak                                   | Метт Лікок, Маттео Менапаче                                 | CMYK                                                      | 1–4               | від 12 |
| 2024 | Номінація           | The Guild of Merchant Explorers            | Метью Данстан, Бретт Дж. Ґілберт                            | Skellig Games / AEG                                       | 1–4               | від 10 |
| 2024 | Номінація           | Ticket to Ride Legacy: Legends of the West | Роб Давіо, Метт Лікок, Алан Р. Мун                          | Days of Wonder                                            | 2–5               | від 10 |
| 2024 | Рекомендація        | Botanicus                                  | В'єрі Массеїні, Самуеле Табелліні                           | Hans im Glück                                             | 2–4               | від 10 |
| 2024 | Рекомендація        | Лісова Метушня                             | Kosch                                                       | Lookout Games, Lord of Boards                             | 2–5               | від 10 |
| 2024 | Рекомендація        | Ritual                                     | Томас Таррагон                                              | Strohmann Games                                           | 2–6               | від 10 |
| 2024 | Рекомендація        | Bier Pioniere                              | Томас Шпіцер                                                | Spielefaible                                              | 2–4               | від 12 |
| 2025 | Переможець          | Endeavor: Deep Sea                         | Карл де Віссер, Лоран Ескоф'є                               | Frosted Games, Board Game Circus                          | 1–4               | від 12 |
| 2025 | Номінація           | Небокрай (англ. Faraway)                   | Йоганнес Гупі, Корентен Лебра                               | Kosmos, WoodCat                                           | 2–6               | від 10 |
| 2025 | Номінація           | Looot                                      | Шарль Шевальє, Лоран Ескоф'є                                | Game Factory                                              | 2–4               | від 10 |
| 2025 | Рекомендація        | The Gang                                   | Джон Купер, Корі Хіт                                        | Kosmos                                                    | 3–6               | від 10 |
| 2025 | Рекомендація        | Kauri                                      | Шарль Куронно                                               | Koalla Spiele, Débâcle Jeux                               | 2–4               | від 10 |
| 2025 | Рекомендація        | Medical Mysteries: New York                | Ніколас Кравотта, Ребекка Бло                               | Kosmos, Identity Games                                    | 1–4               | від 14 |
| 2025 | Рекомендація        | Zenith                                     | Ґреґорі Ґрар, Матьє Руссель                                 | PlayPunk                                                  | 2–4               | від 12 |

### Kinderspiel des Jahres (дитяча гра)
З 2001 року організація Spiel des Jahres e.V. також присуджує нагороду за дитячу гру року (нім. Kinderspiel des Jahres) для ігор, рекомендованих для дітей віком від чотирьох до шести років. Нагорода є наступником Sonderpreis Kinderspiel, яка вручалася з 1989 по 2000 рік.
| Рік  | Нагорода   | Гра                                        | Автор                                           | Видавництво                                              | Кількість гравців | Вік       |
| ---- | ---------- | ------------------------------------------ | ----------------------------------------------- | -------------------------------------------------------- | ----------------- | --------- |
| 2001 | Переможець | Klondike                                   | Стефані Ронер, Крістіан Вольф                   | Haba                                                     | 2–4               | від 6     |
| 2001 |            | У казковому лісі                           | Маркус Нікіш                                    | Adlung-Spiele                                            | 1–8               | від 5     |
| 2001 |            | Хоботова банда                             | Алекс Рандольф                                  | Drei Magier Spiele                                       | 2–7               | від 4     |
| 2002 | Переможець | The Ladybug's Costume Party                | Петер-Пауль Йопен                               | Selecta                                                  | 2 або більше      | від 4     |
| 2002 |            | Ведмежа сила                               | Гайнц Майстер                                   | Goldsieber                                               | 2–4               | від 5     |
| 2002 |            | Підозрілий до краю                         | Манфред Людвіг                                  | Haba                                                     | 2–4               | від 6     |
| 2003 | Переможець | Viva Topo!                                 | Манфред Людвіг                                  | Selecta                                                  | 2–4               | від 4     |
| 2003 |            | Зоряна гра Лаури                           | Кай Хаферкамп, Рюдігер Хусмаєр                  | Amigo                                                    | 2–4               | від 4     |
| 2003 |            | Роббі на ковзанці                          | Вольфганг Крамер, Юрген П.К. Грунау, Ганс Раган | Kosmos                                                   | 2–4               | від 4     |
| 2004 | Переможець | Spooky Stairs                              | Мішель Шанен                                    | Drei Magier Spiele                                       | 2–4               | від 4     |
| 2004 |            | Мацус – Увага, марш!                       | Вольфганг Крамер, Юрген П.К. Грунау, Ганс Раган | Kosmos                                                   | 1–4               | від 4     |
| 2004 |            | Північний полюс                            | Роберто Фрага                                   | Selecta                                                  | 2–4               | від 6     |
| 2004 |            | Скарб драконів                             | Райнер Кніціа                                   | Winning Moves                                            | 2–5               | від 6     |
| 2004 |            | Швидка хвиля                               | Дірк Ганнефорт, Хайо Бюкен                      | Ravensburger                                             | 2–4               | від 5     |
| 2005 | Переможець | Das Kleine Gespenst                        | Кай Хаферкамп                                   | Kosmos                                                   | 2–4               | від 5     |
| 2005 |            | Тато Кул                                   | Гайнц Майстер                                   | Huch & friends                                           | 2–6               | від 5     |
| 2005 |            | Маго Маджіно                               | Райнер Кніціа                                   | Selecta                                                  | 2–5               | від 5     |
| 2005 |            | Черепашка Шильді                           | Рональд Хофштеттер                              | Haba                                                     | 2–4               | від 4     |
| 2005 |            | Черепаші перегони                          | Райнер Кніціа                                   | Winning Moves                                            | 2–5               | від 5     |
| 2006 | Переможець | Der schwarze Pirat                         | Гвідо Гоффман                                   | Haba                                                     | 2–4               | від 5     |
| 2006 |            | Гіро Галопо                                | Юрген П.К. Грунау                               | Selecta                                                  | 2–5               | від 6     |
| 2006 |            | Лос Мампос                                 | Рюдігер Дорн, Майя Дорн                         | Zoch                                                     | 2–5               | від 6     |
| 2006 |            | Ніч магів                                  | Кірстен Бекер, Єнс-Пітер Шліманн                | Drei Magier Spiele                                       | 2–4               | від 5     |
| 2006 |            | Піратіссімо                                | Манфред Людвіг                                  | Selecta                                                  | 2–4               | від 6     |
| 2007 | Переможець | Beppo der Bock                             | Петер Шакерт, Клаус Цох                         | Oberschwäbische Magnetspiele                             | 2–4               | від 5     |
| 2007 |            | Замкові лицарі                             | Крістіан Тіггеманн                              | Haba                                                     | 2–4               | від 5     |
| 2007 |            | Сказано – зроблено!                        | Роберто Фрага                                   | Haba                                                     | 2–6               | від 7     |
| 2007 |            | Скакати, стрибати, ура!                    | Гайнц Майстер                                   | Ravensburger                                             | 2–4               | від 6     |
| 2007 |            | Рятуйте казковий скарб                     | Кай Хаферкамп                                   | Selecta                                                  | 2–4               | від 5     |
| 2008 | Переможець | Whoowasit?                                 | Райнер Кніціа                                   | Ravensburger                                             | 2–4               | від 6     |
| 2008 |            | Капітан Шаркі – Пригода на острові скарбів | Кай Хаферкамп                                   | Die Spiegelburg                                          | 2–4               | від 5     |
| 2008 |            | Діді Яйце                                  | Аріель Ладен                                    | Zoch                                                     | 2–4               | від 5     |
| 2008 |            | Річка драконів                             | Інка Бранд, Маркус Бранд                        | Kosmos                                                   | 2–4               | від 6     |
| 2008 |            | Мисливці за привидами                      | Андреас Фрай, Уелі Фрай, Лукас Фрай             | Haba                                                     | 3–5               | від 5     |
| 2009 | Переможець | Магічний лабіринт                          | Дірк Бауман                                     | Drei Magier Spiele                                       | 2–4               | від 6     |
| 2009 |            | Кулі Кролики                               | Марко Тойбнер                                   | Selecta                                                  | 2–4               | від 5     |
| 2009 |            | Земля на горизонті                         | Штефан Дорра                                    | Ravensburger                                             | 2–4               | від 6     |
| 2009 |            | Неможливо зловити                          | Фредерік Мойерсоен                              | Zoch                                                     | 2–6               | від 4     |
| 2009 |            | Зоовабу                                    | Карло А. Россі                                  | Selecta                                                  | 2–4               | від 5     |
| 2010 | Переможець | Драконяче зубило                           | Манфред Людвіг                                  | Haba                                                     | 2–4               | від 5     |
| 2010 |            | Тривога кракен                             | Олівер Ігельгаут                                | Kosmos                                                   | 2–4               | від 5     |
| 2010 |            | Вежа паніки!                               | Ендрю Лоусон, Джек Лоусон                       | Голіаф                                                   | 2–8               | від 6     |
| 2010 |            | Турі-Тур                                   | Александро Цуккіні                              | Selecta                                                  | 2–4               | від 5     |
| 2010 |            | Вампір ночі                                | Кірстен Бекер, Єнс-Пітер Шліманн                | Drei Magier Spiele                                       | 2–4               | від 6     |
| 2011 | Переможець | Da ist der Wurm drin                       | Кармен Кляйнерт                                 | Zoch                                                     | 2–4               | від 4     |
| 2011 |            | Маленькі учні магів                        | Томас Даум, Віолета Лейтнер                     | Drei Magier Spiele                                       | 2–4               | від 5     |
| 2011 |            | Пастка монстрів                            | Інка Бранд, Маркус Бранд                        | Kosmos                                                   | 2–4               | від 6     |
| 2012 | Переможець | Schnappt Hubi!                             | Штефан Боген                                    | Ravensburger                                             | 2–4               | від 5     |
| 2012 |            | Маленькі драконівські лицарі               | Марко Тойбнер                                   | Huch & friends                                           | 2–4               | від 5     |
| 2012 |            | Павутина та слиз жаб                       | Клаус Тойбер                                    | Kosmos                                                   | 2–4               | від 6     |
| 2013 | Переможець | The Enchanted Tower                        | Інка Бранд, Маркус Бранд                        | Drei Magier Spiele                                       | 2–4               | від 5     |
| 2013 |            | Золото Оріноко                             | Бернард Вебер                                   | Haba                                                     | 2–4               | від 7     |
| 2013 |            | Муцца Пацца                                | Ірис Росбах                                     | Zoch                                                     | 2–4               | від 4     |
| 2014 | Переможець | Ghost Fightin' Treasure Hunters            | Брайан Ю                                        | Mattel                                                   | 2–4               | від 8 (7) |
| 2014 |            | Ричард Лицарський удар                     | Йоханнес Цирм                                   | Haba                                                     | 2–4               | від 5     |
| 2014 |            | Фліз і Мієз                                | Клеменс Франц, Ганно Гірке, Дейл Ю              | Stadlbauer                                               | 2–4               | від 5 (6) |
| 2015 | Переможець | Spinderella                                | Роберто Фрага                                   | Zoch                                                     | 2–4               | від 6     |
| 2015 |            | Штовхни монстра                            | Вольфганг Діршерль, Манфред Рейндль             | Queen Games                                              | 2–4               | від 5     |
| 2015 |            | Скарб-раватс                               | Карін Хетлінг                                   | Noris                                                    | 2–4               | від 5     |
| 2016 | Переможець | My First Stone Age                         | Марко Тойбнер                                   | Hans im Glück                                            | 2–4               | від 5     |
| 2016 |            | Ммм!                                       | Райнер Кніціа                                   | Pegasus Spiele                                           | 2–4               | від 5     |
| 2016 |            | Лео повинен до перукаря                    | Лео Коловіні                                    | Abacusspiele                                             | 2–5               | від 6     |
| 2017 | Переможець | Викрутайс                                  | Браян Гомес                                     | Amigo                                                    | 2–4               | від 6     |
| 2017 |            | Містичний ліс                              | Карло А. Россі                                  | Iello                                                    | 2–4               | від 6     |
| 2017 |            | Капітан Сільвер                            | Вольфганг Діршерль, Манфред Рейндль             | Queen Games                                              | 2–4               | від 6     |
| 2018 | Переможець | Dragon's Breath                            | Лена Буркхардт, Гюнтер Буркхардт                | Haba                                                     | 2–4               | від 5     |
| 2018 |            | Емоджито!                                  | Уртіс Шулінскас                                 | Huch & friends                                           | 2–14              | від 7     |
| 2018 |            | Особняк паніки                             | Асгер Сімс Гранеруд, Даніель Скйолд Педерсен    | Blue Orange Games                                        | 2–4               | від 6     |
| 2019 | Переможець | Valley of the Vikings                      | Вілфрід Форт, Марі Форт                         | Haba                                                     | 2–4               | від 6     |
| 2019 |            | Fabulantica                                | Марко Тойбнер                                   | Pegasus Spiele                                           | 2–5               | від 6     |
| 2019 |            | Go Gecko Go!                               | Юрген Адамс                                     | Zoch                                                     | 2–4               | від 6     |
| 2020 | Переможець | Hedgehog Roll                              | Уртіс Шулінскас                                 | Lifestyle Boardgames, Piatnik                            | 1–4               | від 4     |
| 2020 |            | Фото Риба                                  | Міхаель Каллах                                  | Logis                                                    | 2–4               | від 4     |
| 2020 |            | Ми – роботи                                | Райнхард Штау                                   | Nürnberger-Spielkarten-Verlag                            | 2–6               | від 5     |
| 2021 | Переможець | Dragomino                                  | Бруно Катала, Марі Форт, Вілфрід Форт           | Pegasus Spiele                                           | 2–4               | від 5     |
| 2021 |            | Фабулвіт                                   | Марі Форт, Вілфрід Форт                         | Lifestyle Boardgames                                     | 2–6               | від 5     |
| 2021 |            | Міа Лондон                                 | Антуан Бауза, Корентин Лебрат                   | Scorpion Masqué                                          | 2–4               | від 5     |
| 2022 | Переможець | Magic Mountain                             | Єнс-Пітер Шліманн, Бернард Вебер                | Amigo                                                    | 1–4               | від 5     |
| 2022 |            | Quacks & Co.: Quedlinburg Dash             | Вольфганг Варш                                  | Schmidt                                                  | 2–4               | від 6     |
| 2022 |            | Влучний хід                                | Вольфганг Варш                                  | Schmidt                                                  | 2–4               | від 6     |
| 2023 | Переможець | Mysterium Kids: Captain Echo's Treasure    | Антонін Боккара, Ів Гіршфельд                   | Libellud, Space Cow                                      | 2–6               | від 6     |
| 2023 |            | Карла Карамель                             | Сара Заріан                                     | Loki                                                     | 1–6               | від 4     |
| 2023 |            | Гігамон                                    | Йоханн Руссель, Карім Ауїдад                    | Mirakulus, Studio H                                      | 2–4               | від 5     |
| 2024 | Переможець | Magic Keys                                 | Маркус Славітчек, Арно Штайнвендер              | Game Factory, Happy Baobab                               | 2–4               | від 6     |
| 2024 |            | Великі маленькі коштовності                | Вольфганг Варш                                  | Schmidt Spiele                                           | 2–4               | від 5     |
| 2024 |            | Taco Kitten Pizza Junior                   | Дейв Кемпбелл, Тьєррі Деноаль                   | Blue Orange Games                                        | 2–6               | від 4     |
|      | Переможець | Topp die Torte                             | Вольфганг Варш                                  | Schmidt Spiele                                           | 2–4               | від 6     |
| 2025 |            | Cascadia Junior                            | Елліс Фертесса, Ренді Флінн                     | Kosmos, Alderac Entertainment Group (AEG), Flatout Games | 2–4               | від 6     |
| 2025 |            | Le Clan des Souris                         | Крістоф Лорас                                   | Game Factory                                             | 2–5               | від 6     |

### Спеціальні нагороди
Спеціальна нагорода за естетичну гру
- 1979: Seti (Bütehorn)

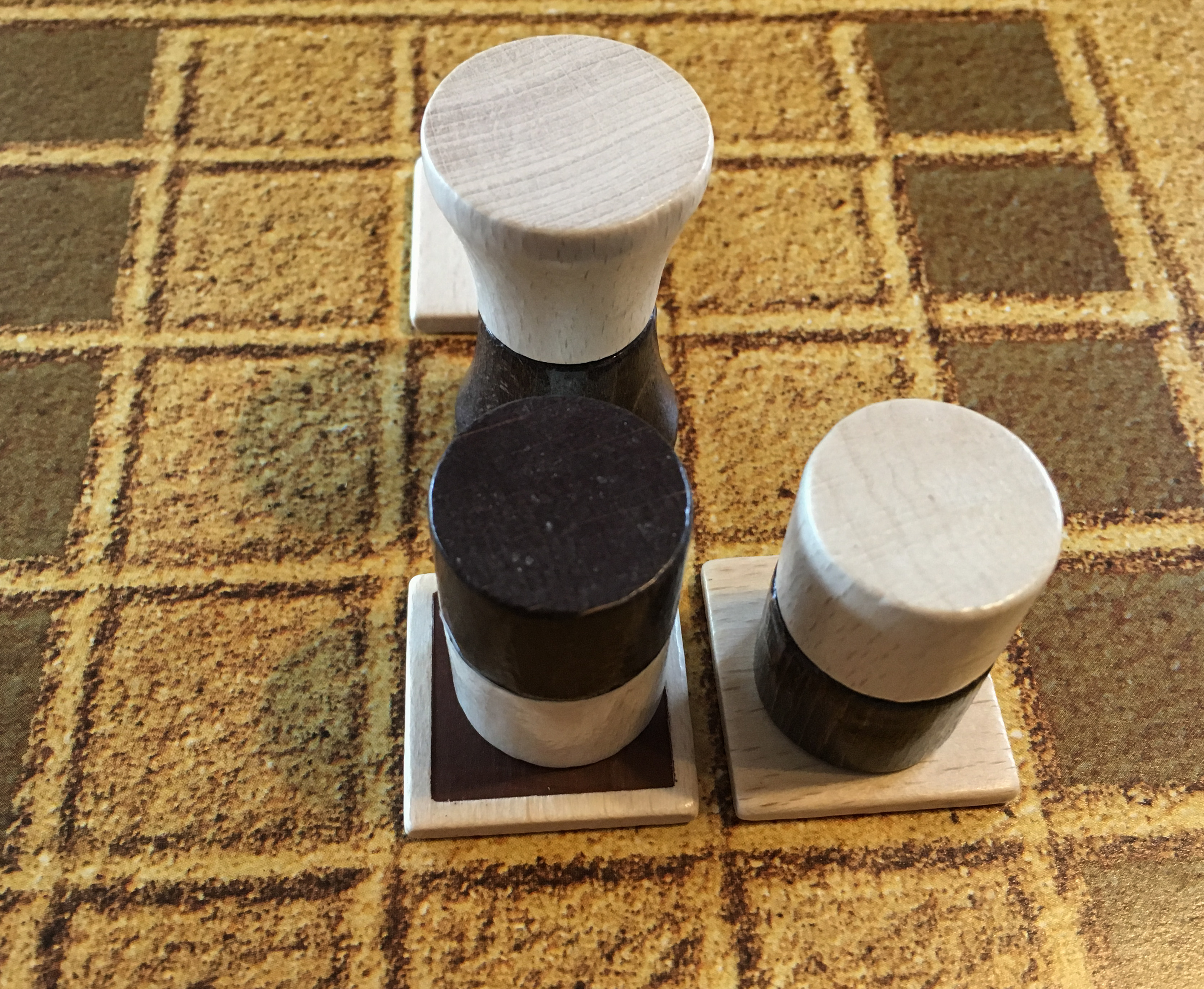
Seti, спеціальна нагорода за естетичну гру 1979 року

- 1980: Das Spiel (Райнхольд Віттіг/Edition Perlhuhn, перевидання в Abacus)
- 1981: Ra (Марко Доналдоні/Intelli)
- 1982: Skript (Анрі Сала/Jumbo)
- 1983: Wir füttern die kleinen Nilpferde (укр. Годуємо маленьких бегемотів) (Райнхольд Віттіг/Edition Perlhuhn)
- 1984: Uisge (Райнхольд Зігерс/Hexagames)
- 1985: Die drei Magier (укр. Три чарівники) (Йоганн Рюттінгер/Noris)
- 1986: Müller & Sohn (укр. Мюллер & Син) (Райнхольд Віттіг/Franckh-Kosmos)
- 1987: Tatort Nachtexpress (укр. Місце злочину: Нічний експрес) (Джефф Сметс/Jumbo)
- 1988: Inkognito (укр. Інкогніто) (Алекс Рандольф/Лео Коловіні/MB, перевидання в Piatnik)
- 1989: Henne Berta (укр. Курка Берта) (Ґені Вісс/Haba)
- 1990: Lifestyle (Ravensburger)
- 1991: Das Labyrinth der Meister (укр. Лабіринт майстрів) (Макс Й. Кобберт/Ravensburger)
- 1993: Kula Kula (Райнхольд Віттіг/Blatz)
- 1994: Doctor Faust (Райнхольд Віттіг/Blatz)
- 1995: Tri-Ba-Lance (Міхаель Соре/Theta, перевидання в Goliath)
- 1996: Venice Connection (Алекс Рандольф/Drei Magier Spiele)
- 1997: Aztec (Нік Неувал/Zoch)

Спеціальна нагорода за найкращу соло-гру

Кубик Рубіка з частково повернутою стороною

- 1980: Кубик Рубіка (Ерне Рубік/Arxon, перевидання в Jumbo)

Спеціальна нагорода за кооперативну сімейну гру
- 1988: Sauerbaum (Йоганнес Транеліс/Herder)

Спеціальна нагорода за дитячу гру

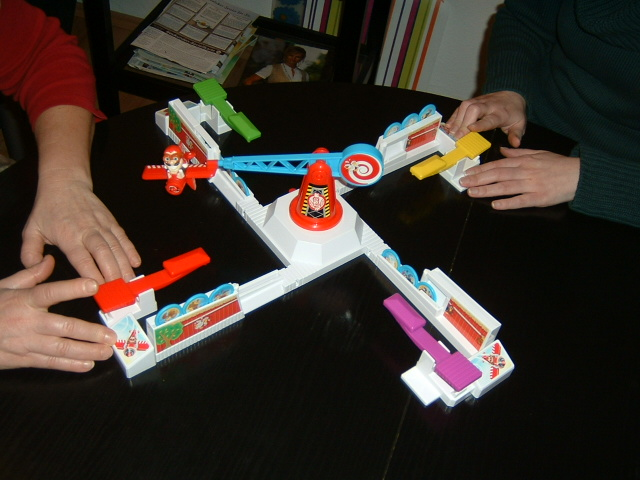
Looping Louie, спеціальна нагорода за дитячу гру 1994 року

- 1989: Gute Freunde (укр. Хороші друзі) (Алекс Рандольф/Selecta, перевидання в Drei Magier Spiele)
- 1990: Das Geisterschloss (укр. Замок з привидами) (Вірджинія Чарвес/F.X. Schmid)
- 1991: Corsaro (Вольфганг Крамер/Herder, перевидання як Піратські пригоди в Amigo)
- 1992: Schweinsgalopp (укр. Свинячий галоп)  (Гайнц Майстер/Ravensburger, перевидання в Abacus)
- 1993: Ringel Rangel (Ґені Вісс/Haba)
- 1994: Looping Louie (Керол Вайзлі та ін./MB)
- 1995: Karambolage (Гайнц Майстер/Haba)
- 1996: Vier zu mir! (укр. Чотири мені!) (Гайке Баум/ASS, перевидання в Schmidt)
- 1997: Leinen los! (Алекс Рандольф/Haba)
- 1998: Chicken Cha Cha Cha (Клаус Цох/Zoch)
- 1999: Kayanak (Петер-Пауль Йоопен/Haba)
- 2000: Arbos (Мартін Арнольд, Армін Мюллер/M+A)
- 2023: Unlock! Kids: Детективні історії – На фермі; Замок МакУнлок; Хаос у парку  (Сиріл Демед, Марі Форт, Вілфрід Форт/Space Cow)

Спеціальна нагорода за головоломку
- 1995: 3D Krimi-Puzzle (MB)

Спеціальна нагорода за гру на спритність
- 1996: Carabande (Жан дю Пель/Goldsieber)
- 1997:  Husarengolf (укр. Гусарський гольф) (Торстен Марольд/Abacus)

Спеціальна нагорода за історію у грі
- 2001: Troia (Томас Факлер/Zeitstein Spiele)

Спеціальна нагорода за літературу у грі
- 2001: Володар кілець (Райнер Кніціа/Kosmos)

Спеціальна нагорода за фантастичну гру
- 2006: Тінь над Камелотом (Серж Лаже, Бруно Катала/Days of Wonder)

Спеціальна нагорода за комплексну гру

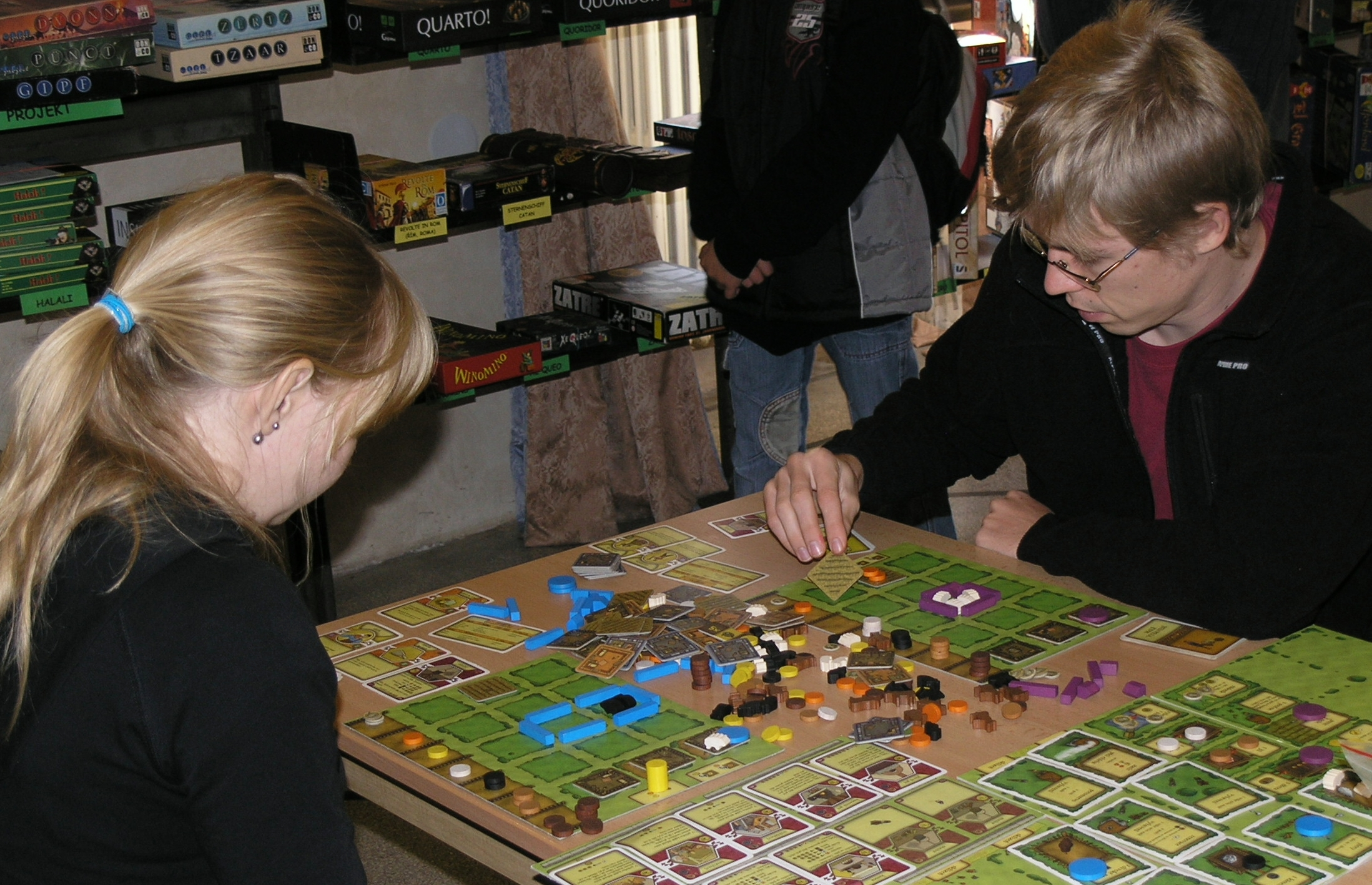
Агрікола, спеціальна нагорода за комплексну гру 2008 року

- 2006: Caylus (Вільям Аттіа/Ystari/Huch & Friends)
- 2008: Агрікола (Уве Розенберг/Lookout)

Спеціальна нагорода за парті-гру
- 2009: Gift Trap (Нік Келлет/Heidelberger Spieleverlag)

Спеціальна нагорода за нові ігрові світи
- 2009: Space Alert (Влада Хватіл/Czech Games Edition)

Спеціальна нагорода за Spiel des Jahres плюс
- 2010: World Without End (Міхаель Рієк, Штефан Штадлер/Kosmos)

Спеціальна нагорода за Kennerspiel
- 2018: Pandemic Legacy – Season 2 (Метт Лікок, Роб Давіау/Z-Man)
- 2023: Unlock! Game Adventures – Залізничний експрес · Містеріум · Пандемія (Сиріл Демед/Space Cowboys)

## Інші нагороди за ігри в німецькомовному просторі
Окрім Spiel des Jahres, існують різні інші нагороди за ігри в німецькомовному просторі. Найдавніші з них — Німецька ігрова премія (нім. Deutscher Spiele Preis, (абр. DSP)), яка присуджується з 1990 року і базується на широкому експертному громадському голосуванні, та нагорода Австрійська ігрова премія, яка вручається з 2001 року за ігри, доступні на австрійському ринку. У Швейцарії з 2002 по 2007 рік вручалася Швейцарська ігрова нагорода, яка присуджувалася місцевими людотеками, а з 2010 року вручається Swiss Gamers Award.
Премія À-la-carte-Kartenspielpreis, що присуджується з 1991 року журналом Fairplay за найкращу карткову гру року. З 1981 по 2016 рік місто Ессен також присуджувало премію Essener Feder за найкращі правила гри року, яку визначало журі експертів, а з 1990 року вона вручалася в рамках Німецької ігрової премії. Вперше в 2009 році було вручено нагороду Граф Людо, яка не є нагородою, порівнянною зі Spiel des Jahres, оскільки вона присуджується лише за досягнення у галузі дизайну настільних та карткових ігор. З 2015 року Ali Baba Spieleclub e.V. присуджує нагороду DuAli за найкращі ігри для двох гравців за попередній рік, які раніше подали заявки на участь.